# Coelotes atropos silvestris
Coelotes atropos silvestris is een spinnenondersoort in de taxonomische indeling van de nachtkaardespinnen (Amaurobiidae).
Het dier behoort tot het geslacht Coelotes. De wetenschappelijke naam van de soort werd voor het eerst geldig gepubliceerd in 1955 door Hull.